# Передкутозуб
Передкутозуб (Paradactylodon) — рід земноводних родини Кутозубі тритони ряду Хвостаті. Має 3 види.

## Опис
Загальна довжина представників цього роду коливається від 10 до 26,8 см. Голова овальної форми, сплощена, витягнута. Очі сильно опуклі. Язик широкий й округлий. Губна складка відсутня. На верхньощелепних кістках є невелика кількість зубів, сошникові зуби розташовано у 2 коротких дугоподібних рядках, розташованих ззаду у ніздрів. Носові кістки великі, стикаються одна з одною передніми і задніми частинами, між носовими кістками лежить міжносова кістка еліптичної форми. Тулуб кремезний. Реберних борозен 13. Кінцівки помірно довгі з 4 пальцями на передніх та задніх, лише в одного виду на задніх — по 5 пальців. Хвіст товстий та довгий. Забарвлення спини коричневе або сіро-буре з жовтими або помаранчевими плямочками, що розкидані по спині. Черево темніше за спину.

## Спосіб життя
Полюбляє холодні річки, струмки, печери у гірській місцині. Зустрічаються на висоті від 200 до 3050 м над рівнем. Ведуть переважно водний спосіб життя. Живляться водними безхребетними.
Це яйцекладні амфібії.

## Розповсюдження
Мешкають в Афганістані та Ірані.

## Види
- Paradactylodon gorganensis
- Paradactylodon mustersi
- Paradactylodon persicus